# Tőketerebes

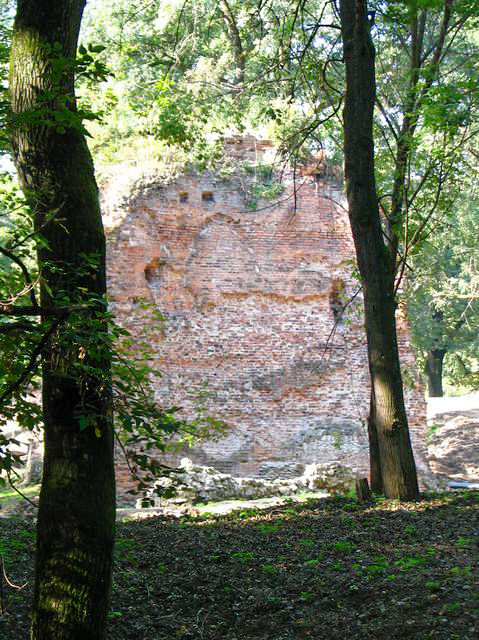
Párics várának romjai

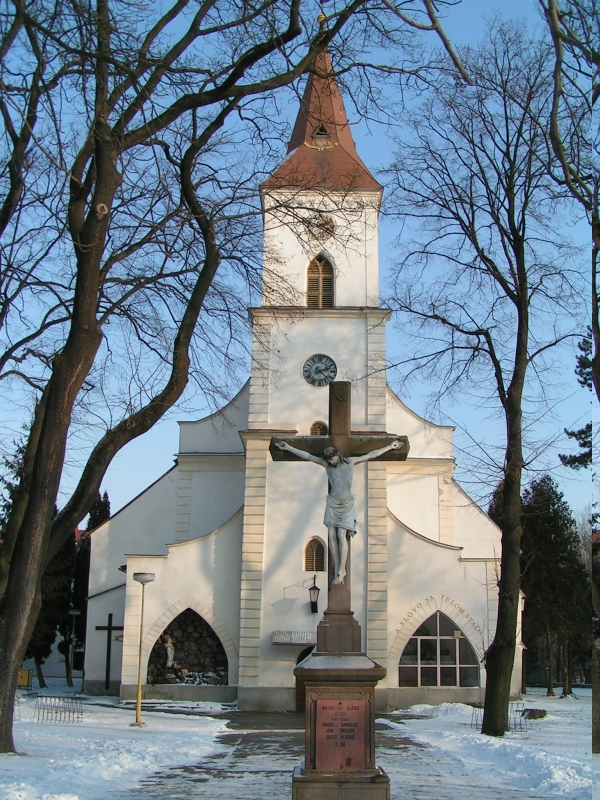
A katolikus plébániatemplom

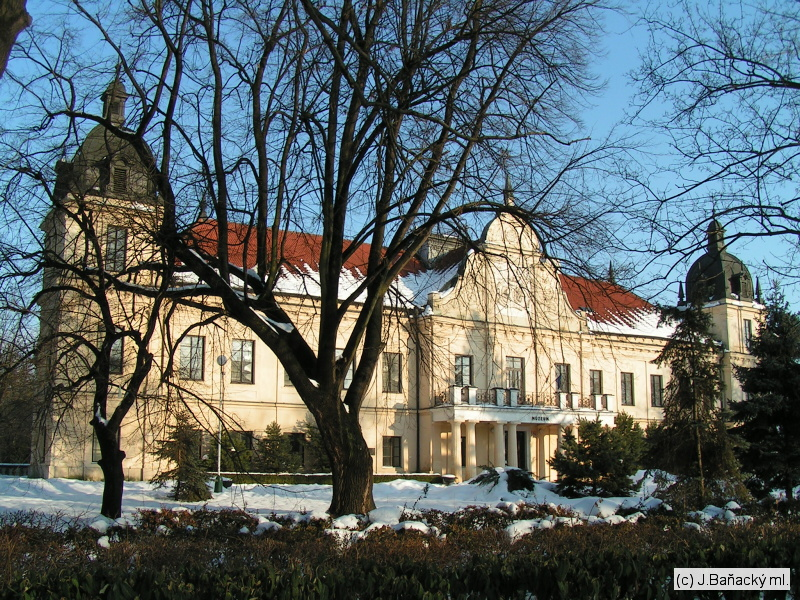
Az Andrássy-kastély

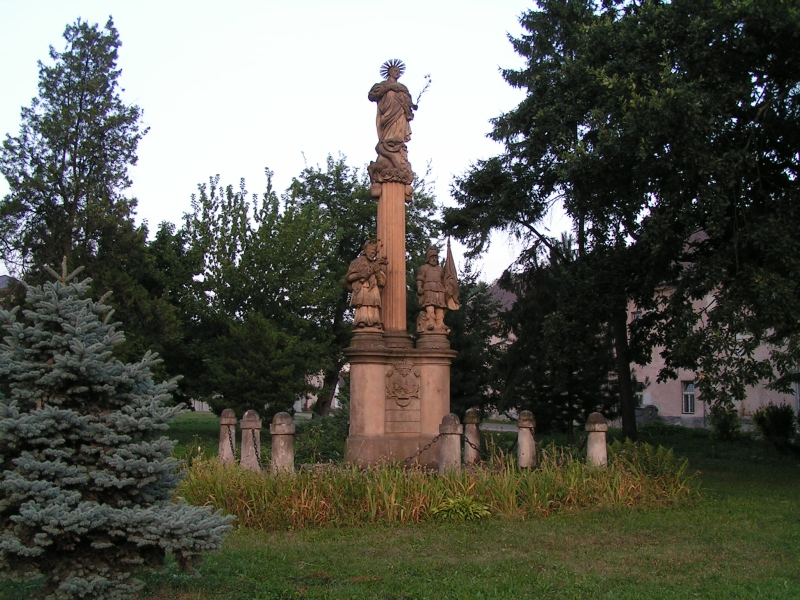
A Mária-oszlop

Tőketerebes (szlovákul: Trebišov kiejtéseⓘ) város Szlovákiában, a Kassai kerület Tőketerebesi járásának székhelye.

## Fekvése
A Kelet-szlovákiai-alföld nyugati részén, Kassától 45 km-re délkeletre, a Trnavka partján fekszik. Miglész tartozik hozzá, a város északi csúcsát alkotja.

## Nevének eredete
Neve a szláv Trebes helynévből alakult ki, ez pedig a szláv trebiti (= irtani) igéből származik. A név arra utal, hogy a település irtványon alakult ki. A kétnyelvű környezet az irtványként felfogott Terebest a magyar tőke főnévvel egészítette ki, mert „a Teőke család nagy birtokokkal rendelkező nemzetség volt Zemplén vármegye területén a 13. században” (Dienes Adorján: Regélő romok, 1935).

## Története
A régészeti leletek tanúsága szerint a város területén már az újkőkorszakban is éltek emberek. A vonaldíszes kultúra települése állt itt. A korai bronzkorból az ottomán kultúra csontvázas sírjaira, a késő bronzkorból pedig a hallstatti kultúra településének nyomaira bukkantak.
A település a határában állt Párics várának szolgálófalujaként alakult ki a 13. században. A várat a Kaplyon-nembéli Terebesi család építtette a század első felében. 1317-ben Károly Róbert a Petenye fia Péter elleni hadjáratában elfoglalta, és mint honor birtokot hívének, Drugeth Fülöp szepesi ispánnak adta. 1342-ben a zempléni várispánság igazgatása alatt ismét a királyé. 1387 után Luxemburgi Zsigmond hívének, Perényi Péternek adta. 1483-ban a rablólovaggá lett Perényi Istvántól Mátyás hadai véres ostrommal foglalták el. A vár azonban továbbra is a család kezén maradt, mert a király a legyőzött úr fiának adta át. A Perényiek a török közeledtére 1536-ban, majd 1541-ben bővítették és megerősítették. 1567-ben a várat és uradalmát házasság révén a Drugeth család szerezte meg. 1619-ben Bethlen erdélyi fejedelem serege ostrommal vette be. 1673-ban újra megerősítették, majd 1675-ben a császáriak foglalták el. 1682-ben Thököly is megszállta, majd 1686-ban – miután a kurucok kivonultak belőle – a császáriak felrobbantották, azóta rom. Anyagából a Csákyak 1786-ban kastélyt építtettek a városban, amelyet 1838-ban házassággal az Andrássyak szereztek meg és a 19. század végén neoreneszánsz stílusban felújítottak.

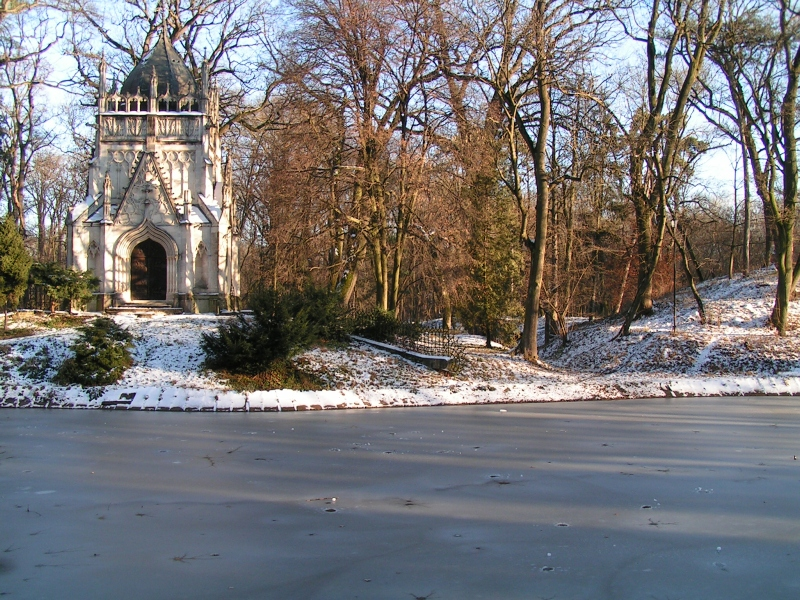
Az Andrássy-mauzóleum

Tőketerebest 1219-ben említik először „Terebus” néven. A település 1254-ben „Terebes”, 1341-ben „Therebes” alakban említik a korabeli források. Birtokosai megegyeznek Párics várának birtokosaival. A 14–15. században több megyegyűlést is tartottak a településen. 1439-től vámszedési joggal rendelkező mezőváros, a terebesi váruradalom központja, amelyhez hat falu tartozott. 1441-ben „Felse Terebes”, „Also Terebes” neveken két település. 1504 és 1530 között pálos kolostor található itt. 1567 és 1687 között a Drugeth családé a város, aminek 1601-ben 31 lakott és 94 lakatlan háza volt. 1630 és 1781 között ismét kolostoruk működött Terebesen a pálosoknak, amelynek épülete ma is áll. 1687-től a Csákyak tulajdonában áll a város, melynek 1715-ben 44 portája volt. 1756-tól a Dernáth, Zichy és Andrássy családoké. A 18. században a magyar többségű városba szlovákok és ruszinok települtek. 1787-ben 295 házában már 2366 lakos élt.
A 18. század végén Vályi András így ír róla: „TEREBES. Trebisov, Tőke Terebes. Elegyes magyar, és tót Mezőváros Zemplén Várm. földes Urai Gr. Ziczy, Gr. Csáky, Bernáth Uraságok, és a’ Religyiói Kintstár, lakosai katolikusok, és ó hitüek, fekszik é. Zemplénhez 2 mértföldnyire. Számos szabad udvarok vagynak benne, Sóháza is van; határja olly forma, mint Barancsé. Hajdan nevezetes Vára, ’s Erőssége vala; Parich nevűek kezdették, Perényiek felékesíttették, és megerőssíttették. A’ R. Sz. Pál’ Szerzetének jeles régi Klastromja, ’s Szentegyháza vala itten, holott Perényiek temetkeztek 1480-ban. A’ menykő gyakorta belé ütött, míg P. teste ki nem vétetett. Elrontotta G. Tökölyi Imre, a’ ki a’ Munkácsi Várat is felgyújtatta, midőn az Ozmanokhoz készűlt veszedelmes környűlállásai miatt.”
1831-ben a zempléni parasztfelkelés (az ún. koleralázadás) központja volt. Augusztus 5-én itt nyitott sortüzet a katonaság a lázongó zempléni parasztokra, ezzel letörte a felkelést.
Fényes Elek 1851-ben kiadott geográfiai szótárában így ír a városról: „Tőke-Terebes, orosz-tót m. v., Zemplén vgyében, egy kies, tágas völgyben, Ujhelyhez északra 3 1/2 mfdnyire: 1239 romai, 1852 görög kath., 9 evang., 16 ref., 77 zsidó lak. Romai és görög kath. plebánia s szentegyház. Szép emeletes kastély. Sok urasági gazdasági épület; lovas kaszárnya, melly hajdan sz. Páll szerzetesek (Perényi Imre nádor alapitotta) zárdája volt; vadas és fáczános kert. Szép erdő. Az uraság kertjében régi várának romja most is látható. Határa a városnak igen tágas, s csak szántóföldje 3215 holdra terjed, rétje, legelője nem sok. Paris helysége Terebessel összefügg s nevét vette hasonló nevü várátul, mellyet bizonyos Paris nevü nemzetség épitett. A vár már 1254-ben fenállott. Birtokosai valának 1330 Drugeth Vilmos, szepesi és ujvári gróf; majd 1378. Perényi István; 1567 után ismét a Drugethek birták; de a férfi ág Bálintban a corbaviai püspökben kihalván, Drugeth Zsigmondné 1692 királyi adományt nyere a leány ágra is, és igy a gr. Csáky és Vandernath nemzetségekre szállott. Mostani birtokosa gr. Andrásy Károlynő. Egyébiránt a vár több izben ostromoltatott. Igy 1625 Bethlen Gábor, 1676 a császáriak, 1684 Tököly Imre ostromolták, s az utobbinak seregei felgyujtván, elrontották, s többé fel sem is épüle.”
1876-ban főszolgabírói hivatal székhelye lett. A 19. században a várost és tágabb környékét számos kivándorlási hullám érintette. A kerület gazdasági helyzete a 20. században javult, amikor a városban néhány, mezőgazdaságra szakosodott iparvállalat alakult.
Borovszky Samu monográfiasorozatának Zemplén vármegyét tárgyaló része szerint: „Tőketerebes, a gálszécsi járásban, az Ondava-folyó mellett fekvő nagyközség, 715 házzal és 4623, tóttal elegy magyar lakossal, a kik túlnyomóan róm. és gör. kath. vallásúak. Történelmi, viharos idők számos emléke fűződik a községhez; ez emlékek egyik legjelentősebb szószólója az az omladozó rom, a mely Páris (Párics) vára néven sokat szerepelt a korábbi századokban. A hagyomány szerint a község első alapítója Páris volt s az ő nevéről nyerte a község is a Páris-Terebes nevet, a mint a XIII. és XIV. században nevezték. Egy 1254-ben kelt följegyzés szerint a vár a tatárjárás lezajlása után épült és Páris ispán fia, Terebesi Andor (Andornicus de Terebes) volt az ura. 1280-ban Mihály mester kapta királyi adományban. 1330-ban Drugeth Vilmost látjuk a birtokban, a mely azonban 1343-ban már királyi birtokként szerepel. 1387-ben Zsigmond király a várat Perényi István fiának, Péter mesternek adományozza. Tőketerebes elnevezésére nézve több följegyzés a következő magyarázatot adja: "terebes" irtást jelent; a "Tőke" pedig valami XIV. századbeli név, a mint hogy ilynevű család több helyen szerepelt a vármegyében s így a »Tőketerebes« annyit jelenthet mint »Tőke irtása«. Ha tovább nyomozzuk a vár történetét az okiratokban a XIV. század végétől a XVI. század végeig a Perényi család történetét látjuk a vár fejlődésével és eseményeivel összeforrva. De a XV. században birtokosok még itt Brankovics György szerb despota, a Czudar család, a Hunyadyak, a Szapolyayak és a pálos-rend. A husziták garázdálkodása idején a terebesi várba hívták össze 1454-ben az országgyűlést, hogy a cseh rablók megfékezésére törvényt hozzon. Egy 1483-ban kelt okirat szerint a felségsértő Perényi István, a vár akkori ura ellen Mátyás király hadat küldött s véres ostrommal elfoglalta a várat, elkobozva Perényi István minden birtokát; a lázadó Perényi fia, Imre azonban később visszanyerte a javakat. Perényi Imre kiváló tulajdonokkal felruházott férfiú volt. 1502-ben ő alapította azt a pálos kolostort, a mely ma is áll még s a szerzetes-rendet gazdag javakkal ajándékozta meg. Példáját követték más főurak is, mint például Sztrithey Zsigmond, a ki egész uradalmat ajándékozott a terebesi pálosoknak. De a szerzetesek nem sokáig élvezhették a jólét nyugalmát: 1530-ban a következő Perényi, a harczias Péter kiűzte őket terebesi házukból. A gyászos emlékű mohácsi vész után ismét Terebesen jöttek össze az ország rendjei. 1536-ban erős várfallal és sánczokkal erősítették meg a várat. Perényi Péter 1541-ben újra bővítette. A Perényieknek 1567-ben Gáborral magvaszakadván, özvegye Országh Ilona halála után a hatalmas birtok unokaöcscsére, Drugeth Györgyre szállott. Hosszú időn át a Homonnai Drugethek voltak az urai. Itt ostromolta 1582-ben Drugeth István a testvérét, Györgyöt, hogy birtokából kiverje. És ugyancsak itt játszódott le 1595-ben az a másik véres dráma, a melyet a monda ékes szavakkal megőrzött későbbi korok számára is. A vad haragú Homonnai Ferencz és szépséges hitvesének, Perényi Erzsébetnek véres szerelmi kalandja ez a történet, a melyről azt jegyzi fel a krónika, hogy a vár ura szerelemféltésből a vár ablakából vetette le a mélységbe Tussay nevű íródeákját. 1598-ban, vagyis három évvel később, Drugeth György lesz a vár ura, a kit később súlyos vádakkal terhelve, halálra itéltek, birtokai árán azonban a halálos itéletet nem hajtották végre; Terebes 1600-ban a fiskusé lett, mígnem Drugeth György később ártatlanságát bebizonyítva, 1613-ban ismét visszakapta birtokait. A XVII. században Párics vára ismét sok ostromot állott ki. 1620-ban Bethlen Gábor vette be és hadvezérének, Széchy Györgynek ajándékozta, de 1625-ben Drugeth János visszaszerezte, s az özvegye öt évvel később visszahozta a pálosokat is régi fészkükbe. 1673-ban ismét megerősítették az ostromoktól megrongált várat, melyet két évvel ezután a császáriak elfoglaltak. Később ismét a Drugethek kezén van. Drugeth Zsigmond lengyel őrséget helyezett a várba, de Thököly Imre török csapatai bevették s urát elfogva, Kassára hurczolták. A pálosokat is kiűzték klastromukból, a melyet alig néhány évvel előbb (1678-ban) tataroztatott és bővíttetett ki gróf Forgách Zsigmond özvegye, Batthyány Borbála. Csak két évig ült a birtokban Thököly Imre, mert 1686-ban menekülni volt kénytelen. Mielőtt azonban a várat elhagyta, puskaporral aláaknázta és fölrobbantotta. 1686-ban a császáriak visszahelyezték a pálosokat régi jogaikba és a klastromban. Lipót császár korában az utolsó Drugeth is elhalván, Zsigmond özvegye, Keglevich Teréz grófnő, leányának a terebesi dominiumot adván hozományul, az a gróf Csákyak birtokába került. 1756-ban gróf Van Dernáthné Zichy Terézia a birtok ura, a ki négy évvel később a régi pálos kolostort újraépíttette; de a rend eltörlése után 1786-ban a pálosok munkakörét világi papok vették át. Ugyanebben az évben épített a régi vár omladékaiból díszes kastélyt gróf Csáky Imre. Jelenleg a terebesi birtok a gróf Andrássyaké, a kik azt 1838-ban gróf Andrássy Károlyné, szül. Szápáry Etelka révén nyerték. 1876-ban gróf Andrássy Gyula, 1890-ben pedig már gróf Andrássy Tivadar volt az uradalom birtokosa. E főuri nemzetségnek itt nagyarányú, díszes kastélya van, telve műkincsekkel és nagyértékű festményekkel. Parkja is egyike a legszebbeknek az országban. A park területén áll Párics vár romja is és gróf Andrássy Gyula mauzoleuma. A községhez tartozott a XV. században Vallyon elpusztult falu, a Deregnyei család birtoka. Tőketerebes határában jelenleg a következő tanyák fekszenek: Csikós, Molyva és Czigány tanya, tovább a Cserje, az Ilona és a Koroncs nevű majorok. A mai plébániatemplom, mely már 1404-ben fennállott, hajdan a pálosoké volt. 1696-ban a villám gyujtotta fel és 1876-ban leégett. 1830-ban földrengés rongálta meg a templom falait. Műbecsű, régi szép freskók díszítik a mennyezetet, de az 1876-ban bekövetkezett esőzésektől átázva, a freskók helyenként, sajnos, lehullottak. Ebben a templomban van eltemetve Perényi János (1458) és herczeg Perényi Imre nádor (1519). Itt nyugszik még Szápáry Péter és neje, Csáky Juliánna, gróf Andrássy Károlyné szül. Szápáry Etelka. [...] A plébánia is igen régi eredetű; 1333-ban már fennállott. A régi pálos-kolostor épületének egyik részében van ma a r. kath. paróchia, a másik felében pedig az állami iskola. Hatalmas műremek az a gótikus stilű drága mauzoleum, a melyet gróf Andrássy Gyulának, Magyarország néhai nagyhirű miniszterelnökének koporsója számra építettek 1893-ban Meining Arthur tervei szerint. A sarkophag Zala György műve. Itt nyugszik Andrássyné Kendeffy Katinka is. A sarkophagra boruló nőalak Andrássy lányát, Ilonát, gróf Batthyány Lajosnét ábrázolja. Az egyik falat Munkácsy híres képe, a Krisztus a keresztfán, foglalja el. Tőketerebes vasúti állomás, távírója, körjegyzősége, hitel- és fogyasztási szövetkezete van. Az 1831-iki parasztlázadáskor Tőketerebes volt főfészke a gyülevész népnek.”
1910-ben cukorgyár, 1911-ben pedig villamos erőmű épült a városban. A trianoni diktátumig Zemplén vármegye Gálszécsi járásához tartozott.
1929-ben járási székhely lett, azonban mezőgazdasági jellegét ezután is megőrizte. A második világháború idején a szlovák lakosság támogatta a környékbeli partizáncsoportokat. 1944. december 1-jén foglalták el a várost a 4. ukrán front csapatai. 1945 januárjában itt alakult meg a Szlovák Nemzeti Tanács.

### Miglész
A 18. század végén Vályi András így ír az önálló községről: „MIGLÉSZ. Tót falu Zemplén Várm. földes Urai G. Csáky, Bernát, és több Uraságok, lakosai katolikusok, ó hitűek, és reformátusok, fekszik n. k. Ondava vize, é. Vecséhez 1/4, n. ny. Nagy Ruszki erdőhöz, d. Terebeshez 3/4 órányira, térséges határja három nyomásbéli, földgye ritka, fekete, gabonát, és árpát terem, erdeje nints, sem szőlejek, piatza Kassán van.”
Fényes Elek 1851-ben kiadott geográfiai szótárában így ír a faluról: „Miglész, orosz-magyar falu, Zemplén vmegyében, Tőke-Terebeshez 1/2 órányira: 120 romai, 358 g. kath., 180 reform., 20 zsidó lak. Ref. anyatemplom. Kastély. 790 h. szántóföld. F. u. többen. Ut. p. Vecse.”
Borovszky Samu monográfiasorozatának Zemplén vármegyét tárgyaló része szerint: „Miglécz, Tapoly-völgyi tót kisközség 95 házzal és 429, nagyobbára ev. ref. vallású lakossal. Postája és távírója Gálszécs, vasúti állomása Vécse. Legrégibb birtokosaiul 1461-ben az egykorú oklevelek a Csicseri Ormos családot és Korláth Andrást említik, a mikor neve Meglyz alakban van írva. Azután a Téti családnak is van benne része s 1482-ben a Brudor vagy helyesebben Bruder családnak is. 1487-ben merül fel a Miglészi család, a mikor Miglészi Pétert iktatják egyes részeibe, de két évvel később a Krucsói Bruder családot és Ternyéki Pétert is. 1550-ben Mucsey Pál és Panithy János, 1562-ben, a mikor Megléz alias Hidvégh alakban van említve, Némethy Sárát, Kasuhy Juliannát, Bogáthy Borbálát, Rákóczy Zsófiát és Erzsébetet, 1573-ban Varsády Gáspárt, tíz évvel később Fuló Mátyást és Plagay Ambrust, 1588-ban Szikszay Miklóst iktatják részeibe. Az 1598-iki összeírás hat birtokosát említi, ú. m. Varsady Gáspárt, Nyomárkay Zsigmondot, Homonnai Györgyöt, Bessenyey Jánost, Bernáth Jánost és Soós Ferenczet. 1637-ben Drugeth György újabb részekre kap itt kir. adományt. 1701-ben a terebesi vár tartozéka; újabbkori birtokosai a gróf Csáky, Bernát, Pekár, Bessenyey, Horváth, Kiss, Lipthay, Rozgonyi, Kandó s a gróf Andrássy családok. Most is a gróf Andrássyaknak van itt nagyobb birtokuk. Az itteni régi kúriát még a Kandó család építtette. Ez most a gróf Andrássyaké. A községben református templom van, mely a mult század elején épült.”
Trianonig Zemplén vármegye Gálszécsi járásához tartozott. Ma Tőketerebes központjától északra, a 79-es úton a város északi határát képezi.

## Népessége
| Év:            | 1994.  | 2004.   | 2014.   | 2024.   |
| -------------- | ------ | ------- | ------- | ------- |
| Emberek száma: | 21 824 | 22 934  | 24 500  | 22 780  |
| Eltérés:       |        | +5,08 % | +6,82 % | -7,02 % |

| Év:            | 2023.  | 2024.   |
| -------------- | ------ | ------- |
| Emberek száma: | 22 812 | 22 780  |
| Eltérés:       |        | -0,14 % |

1880-ban 3959-en lakták, ebből 200 magyar és 3403 szlovák anyanyelvű. Miglészen 52 magyar és 383 szlovák anyanyelvű lakott.
1890-ben 4189 lakosából 386 magyar és 3561 szlovák anyanyelvű volt. Miglészen 33 magyar és 398 szlovák anyanyelvű élt.
1900-ban 4623 lakosából 1107 magyar és 3381 szlovák anyanyelvű. Miglészen 9 magyar és 416 szlovák anyanyelvű volt.
1910-ben 4708-an lakták: 2323 magyar és 2181 szlovák anyanyelvű. Miglészt 45 magyar és 332 szlovák anyanyelvű lakta.
1921-ben 5880 lakosából 299 magyar, 357 zsidó, 137 orosz, 4860 csehszlovák, 84 egyéb nemzetiségű és 143 állampolgárság nélküli. Ebből 2593 római katolikus, 2474 görög katolikus, 534 izraelita, 168 református, 44 evangélikus és 67 egyéb vallású. Miglészen 413 csehszlovák volt.
1930-ban 7162 lakosából 158 magyar, 273 zsidó, 55 ruszin, 32 német, 6027 csehszlovák, 374 állampolgárság nélküli és 243 egyéb volt. Ebből 3527 római katolikus, 2669 görög katolikus, 559 izraelita, 127 református, 103 evangélikus és 177 egyéb vallású. Miglészen 6 magyar és 458 csehszlovák.
1970-ben 11122-en lakták, ebből 135 magyar és 10851 szlovák. Miglészen 1 magyar és 642 szlovák élt.
1980-ban 14961-en lakták, ebből 177 magyar és 14552 szlovák. Miglészen 1 magyar és 649 szlovák élt.
1991-ben 20675-en lakták, ebből 445 magyar és 18647 szlovák.
2001-ben 22 342 lakosa közül már 19407 (87%) szlovák, cigány 8,9% és 390 (1,7%) magyar volt.
2011-ben 24 401 lakosából 17 400 szlovák, 3080 cigány és 292 magyar.
2021-ben 23 213 lakosából 17 834 szlovák, 1955 cigány, 220 magyar (0,95%), 66 cseh, 49 ukrán, 40 rutén, 30 vietnami, 9 szerb, 8 olasz, 6 orosz, 5 török, 4 német, 3 morva, 3 lengyel, 3 kínai, 3 angol, 2 francia, 2 horvát, 2 zsidó, 1 albán, 1 iráni, 9 egyéb, 2958 ismeretlen nemzetiségű.

## Az erőműterv
A szlovák kormány döntése szerint Tőketerebesen nagy, széntüzelésű erőmű épült volna, amelyet 2012-ben helyeztek volna üzembe. A terv környezetvédelmi aggodalmakat váltott ki a tokaji borvidék magyar és szlovákiai oldalán és magában a városban. A magyar környezetvédelmi miniszter, Fodor Gábor levélben kérte szlovák kollégáját, hogy Magyarország bekapcsolódhasson az előzetes hatásvizsgálatokba.

## Nevezetességei
- A városhoz közeli hegyen állnak Párics várának romjai. A vár régészeti kutatása megtörtént, de restaurálásának még semmi jele, a területét ismét sűrű bozót foglalta el.
- Az Andrássy-kastély 1786-ban épült nagyrészt a vár anyagából, a 19. század végén fényűző módon, empire-neoreneszánsz stílusban építették át. Parkjában a felduzzasztott várárokból csónakázó tavat létesítettek. Itt áll az Andrássy család neogótikus mauzóleuma (épült 1893-ban). Andrássy Gyula grófot – elhunyta után – a lerombolt vár külső bástyáján kialakított mauzóleumban helyezték végső nyugalomra. A parkban álló Mária-oszlop 1800 körül készült.
- A Sarlós Boldogasszony-plébániatemplom gótikus eredetű, 1404 előtt épült. 1696-ban barokk stílusban építették át, majd 1770-ben és 1830-ban megújították, de gótikus jellegéből sokat megőrzött. A templomban 1400-ból és 1519-ből származó epitáfium látható.
- A román stílusú Szentlélek-templomnak csak az alapjai maradtak meg, melyeket a temetővel együtt régészeti kutatás tárt fel.
- Pálos kolostora 1502-ben épült, 1876-ban átalakították.
- Nagyboldogasszony tiszteletére szentelt, görögkatolikus temploma 1825-ből való.
- A város és a járás történetéről a legtöbbet a honismereti múzeumban tudhatunk meg.
- A Szlovák Nemzeti Tanács emléktáblája.

## Híres emberek
- Itt született 1807-ben Csoma Mihály tanár.
- Itt született 1832-ben Scheuthauer Gusztáv orvostanár.
- Itt született 1860. június 30-án gróf ifj. Andrássy Gyula, 1906 és 1910 között belügyminiszter, 1918-ban a Monarchia utolsó külügyminisztere a kastélyban töltötte gyermekkorát.
- Itt született 1869. október 23-án Zulawszky Béla olimpiai ezüstérmes vívó, honvédtiszt.
- Itt született 1886-ban Andrássy Ilona főápolónő az első világháborúban.
- Itt született 1893-ban Dinnyés Árpád magyar újságíró.
- Itt született 1908-ban Rácz István műfordító, a Kalevala fordítója, fotográfus.
- Itt született 1983-ban Marek Čech szlovák válogatott labdarúgó.

- Itt töltötte utolsó éveit id. Andrássy Gyula.
- Itt élt Andrássy Tivadar (1857-1905) magyar politikus, országgyűlési képviselő, festő, műgyűjtő, az MTA tagja

- Itt hunyt el Orosz Ferenc (1697-1771) pálos rendi szerzetes, egyházi író
- Itt hunyt el Wallentinyi Samu (1875-1930) eperjesi gimnáziumi tanár, irodalomtörténész

- Itt szolgált Benkovich Ágoston (1632-1702) nagyváradi püspök
- Itt szolgált Ľubomíra Kaminská (1954) szlovák régész, egyetemi oktató
- Itt szolgált Štefan Kasarda (1935-2006) szlovák író és drámaíró
- Itt szolgált Kodolányi Antal (1835-1910) mezőgazdász, szakíró, a magyar földhitelintézet becslője
- Itt szolgált Kornis Károly (1822-1863) magyar jogász, jogtudós, az 1848–49-es forradalom és szabadságharc törzskari tisztje, emigráns újságíró, lapszerkesztő
- Itt szolgált Stanislav Rakús (1940) szlovák író, irodalomtörténész és egyetemi tanár
- Itt szolgált Seidner Mihály (1875-1968) magyar villamosmérnök, gépészmérnök, energetikus, egyetemi tanár, a Magyar Tudományos Akadémia tagja
- Itt szolgált Stanislav Stolárik (1955) szlovák katolikus pap, rozsnyói püspök
- Itt szolgált Alessandro Vedani (?-1573) olasz származású építőmester és kőfaragó

- Itt festett Lieb Ferenc (?–1787) rokokó vándorfestő